# Русанов, Виктор Владимирович
Виктор Владимирович Русанов (2 ноября 1919 года, Вятка — 30 сентября 2011 года, Москва) — советский и российский учёный в области прикладной математики.

## Биография
Родился в семье учителя.
В 1939 году поступил на математико-механический факультет Ленинградского университета. С началом Великой Отечественной войны в июле 1941 года добровольно вступил в народное ополчение.
В 1943 году, после окончания Ленинградской военно-воздушной академии имени А. Ф. Можайского, был направлен в действующую армию, участвовал в боях, закончил войну в Берлине.
В 1948 году поступил в адъюнктуру Военно-воздушную инженерную академию им. Н. Е. Жуковского. Кандидат физико-математических наук (1951).
С 1954 работал в Институте прикладной математики АН СССР. С 1964 по 1986 год — заместитель директора Института по научной работе, затем — заведующий отделом вычислительной аэрогидродинамики. Доктор физико-математических наук (1968).
В 1977 году избран членом-корреспондентом АН СССР.
Преподавал в Московском университете, ассистент (1957—1963), доцент (1963—1970) кафедры вычислительной математики механико-математического факультета, с 1970 года — на факультете вычислительной математики и кибернетики МГУ, профессор кафедры математической физики, Заслуженный профессор МГУ.

## Научные интересы
Вычислительная и прикладная математика, математическая физика, численные методы решения задач аэрогидродинамики.
Построил теорию характеристик общих трёхмерных нестационарных уравнений газовой динамики и разработал метод исследования пространственных течений газа. Провел численное моделирование структуры области трансзвукового течения газа при пространственном обтекании тупого тела сверхзвуковым потоком газа.
Предложил методы расчета трёхмерных нестационарных течений газа и провёл серийные расчеты таблиц обтекания острых конусов и затупленных тел воздухом с учётом физико-химических реакций (совм. с К. И. Бабенко и др.).
Разработал итерационный метод построения разностных схем третьего порядка точности для произвольных квазилинейных гиперболических систем дифференциальных уравнений с сохранением третьего порядка аппроксимации вблизи границ расчетных областей.
Исследовал структуру ударных волн в разностных схемах, получил критерии существования предельного профиля и равномерной сходимости к нему решения разностных уравнений.

## Память
Похоронен на Новом Донском кладбище (колумб. 20, секц. 46).

## Награды и премии
- Премия имени Н. Е. Жуковского (1951) — за работу «Методы расчёта пространственных сверхзвуковых течений газа»
- Государственная премия СССР (1967) — за научный труд «Пространственное обтекание гладких тел идеальным газом»
- Благодарность Президента Российской Федерации (13 ноября 2003) — за большой вклад в развитие отечественной науки, подготовку высококвалифицированных кадров и многолетнюю добросовестную работу